# 半梳無鬚魮
半梳無鬚魮（学名：Puntius hemictenus）是輻鰭魚綱鯉形目鯉科的其中一個種，被IUCN列為次級保育類動物，分布於亞洲菲律賓明多洛島的Naujan湖，為特有種，體長可達10公分，棲息在中底層水域。